# Floer-Homologie
Floer-Homologien (FH) bezeichnen in den mathematischen Teilgebieten Topologie und Differentialgeometrie eine Gruppe ähnlich konstruierter Homologie-Invarianten. Sie haben ihren Ursprung im Werk von Andreas Floer und sind seitdem ständig weiterentwickelt worden. Floer erweiterte die Morse-Homologie (Morse-Theorie) endlichdimensionaler Mannigfaltigkeiten auf Fälle, in denen die Morse-Funktion nicht mehr endliche, sondern nur noch „relativ endliche“ Indizes hat, insbesondere in symplektischen Mannigfaltigkeiten, wo die „Differentiale“ der Homologie-Konstruktion pseudoholomorphe Kurven abzählen.

## Symplektische Floer-Homologie (SFH)
In diesem Fall ist die Floer-Homologie für eine symplektischen Mannigfaltigkeit (wie die Phasenräume der klassischen Mechanik) {\displaystyle M} mit einem auf ihr operierenden nicht-entarteten Symplektomorphismus (sie erhält insbesondere das Volumen) {\displaystyle F} definiert. „Nicht entartet“ bedeutet, dass die Eigenwerte der Ableitung {\displaystyle dF} in den Fixpunkten von {\displaystyle F} alle von 1 verschieden sind, die Fixpunkte also isolierte Punkte sind.
Falls {\displaystyle F} durch einen Hamiltonschen Fluss definiert wird, kann auf dem Raum {\displaystyle \Omega M} der geschlossenen Wege von {\displaystyle M} (loop space) ein Wirkungsfunktional (action functional) definiert werden, und die SFH ergibt sich aus dem Studium dieses Funktionals. SFH ist invariant unter einer Hamiltonschen Isotopie von {\displaystyle F}.
Die SFH ist dann als Homologie des durch diese Fixpunkte definierten Kettenkomplexes (chain complex) definiert. Das „Differential“ in diesem Kettenkomplex („Differential“ im Sinn der algebraischen Topologie, so auch in den folgenden Kapiteln) zählt dabei bestimmte pseudoholomorphe Kurven im Produkt {\displaystyle \mathbb {R} \times T}, wobei {\displaystyle T} der sogenannte Abbildungs-Torus von {\displaystyle F} ist. {\displaystyle T} ist selber eine symplektische Mannigfaltigkeit mit einer um 2 größeren Dimension als {\displaystyle M}. Für eine geeignete Wahl der fast-komplexen Struktur haben punktierte pseudo-holomorphe Kurven in {\displaystyle \mathbb {R} \times T} asymptotisch zylindrische Enden, die den Fixpunkten von {\displaystyle F} entsprechen. Die zentrale Idee von Floer war es, einen relativen Index zwischen Paaren von Fixpunkten zu definieren, und das „Differential“ zählt die Zahl pseudo-holomorpher Zylinder mit relativem Index 1.
Die SFH eines hamiltonschen Symplektomorphismus F ist isomorph zur singulären Homologie der zugrundeliegenden Mannigfaltigkeit {\displaystyle M}. Daher liefern die Summen der Betti-Zahlen von {\displaystyle M} eine untere Grenze für die Anzahl der Fixpunkte eines nicht-entarteten Symplektomorphismus {\displaystyle F} (Arnold-Vermutung). Die SFH eines hamiltonschen Symplektomorphismus {\displaystyle F} haben außerdem ein „pair of pants“-Produkt, das ein deformiertes Cup-Produkt äquivalent zur Quantenkohomologie ist.

## Floer-Homologie von 3-Mannigfaltigkeiten
Die verschiedenen (vermutlich äquivalenten) Floer-Homologien für dreidimensionale Mannigfaltigkeiten liefern Homologiegruppen, die ein exaktes Dreieck (exact triangle) bilden. Die Heegaard-Floer-Homologie liefert außerdem Knoteninvarianten und ähnelt formal der kombinatorisch definierten Khovanov-Homologie.
Eine Besonderheit der FH von 3-Mannigfaltigkeiten tritt ein, falls diese Mannigfaltigkeiten Kontakt-Strukturen haben, denn dann lassen sich „eingebettete Kontakt-Homologien“ definieren.
So sollten sich auch für Invarianten für 4-Mannigfaltigkeiten ergeben über die Floer-Homologien der 3-dimensionalen Ränder dieser Mannigfaltigkeiten. Damit verbunden ist der Begriff der topologischen Quantenfeldtheorie.

### Instanton-Floer-Homologie
Das ist eine Invariante von 3-Mannigfaltigkeiten {\displaystyle M}, die mit einer Theorie von Simon Donaldson verbunden ist. Sie ergibt sich aus der Betrachtung des Chern-Simons-Funktionals auf dem Raum der Zusammenhangsformen (connections) des SU(2)-Hauptfaserbündels über {\displaystyle M}. Seine kritischen Punkte sind flache Zusammenhänge (flat connections), und seine Flusslinien sind Instantonen („anti-self dual connections“ auf {\displaystyle \mathbb {R} \times M}).

### Seiberg-Witten-Floer-Homologie (SWF)
Seiberg-Witten-Floer-Homologie, auch als Monopol-FH bekannt, ist eine Homologietheorie glatter 3-Mannigfaltigkeiten, versehen mit einer Spinc-Struktur, deren Kettenkomplex durch die Lösungen der Seiberg-Witten-Gleichungen auf einer 3-Mannigfaltigkeit {\displaystyle M} gegeben ist und deren „Differential“ Lösungen der Seiberg-Witten-Gleichungen auf dem Produkt {\displaystyle M\times \mathbb {R} } zählt.
Die exakte Konstruktion dieser Homologie in einigen Spezialfällen und in endlichdimensionaler Näherung erfolgt in einigen Arbeiten von Ciprian Manolescu und Peter Kronheimer. Ein konventionellerer Weg wird in einem Buch von Kronheimer und Tomasz Mrowka eingeschlagen.

### Heegaard-Floer-Homologie
Heegaard-Floer-Homologie ist eine Invariante einer geschlossenen 3-Mannigfaltigkeit {\displaystyle Y} mit einer Spinᶜ-Struktur. Sie wird mittels Heegaard-Zerlegung von {\displaystyle Y} durch Lagrange-Floer-Homologie konstruiert. Man erhält mehrere Homologiegruppen, die durch exakte Sequenzen miteinander in Beziehung stehen. Auf ähnliche Weise kann man jedem 4-dimensionalen Kobordismus {\displaystyle W} zwischen zwei 3-Mannigfaltigkeiten {\displaystyle Y} und {\displaystyle Y^{\prime }} einen Morphismus zwischen den Floer-Homologien zuordnen. Die exakten Sequenzen transformieren natürlich unter den assoziierten Morphismen. Mittels Konstruktion geeigneter Filtrierungen lassen sich Invarianten konstruieren. Ein Beispiel hierfür ist die zu einem Knoten {\displaystyle K} in einer 3-Mannigfaltigkeit {\displaystyle Y} assoziierte Knotenhomologie. Ein weiteres Beispiel ist die sogenannte Kontakthomologie, eine Invariante von Kontaktstrukturen.
Die Heegaard-Floer-Homologie wurde in einer langen Serie von Arbeiten von Peter Ozsváth und Zoltán Szabó entwickelt, die zugehörige Knoteninvariante wurde auch unabhängig von Jacob Rasmussen entdeckt.

### Eingebettete Kontakt-Homologie (embedded contact homology, ECH)
Sie wurde durch Michael Hutchings und Michael Sullivan eingeführt als Invariante von 3-Mannigfaltigkeiten mit einer zusätzlich definierten 2. Homologieklasse (analog der Spin-c-Struktur bei Seiberg-Witten-FH). Es wird vermutet, dass sie äquivalent zu Seiberg-Witten-FH und Heegaard-FH ist. Sie kann als Erweiterung von Taubes’ Gromov-Invariante aufgefasst werden, von der bekannt ist, dass sie zur Seiberg-Witten Invariante äquivalent ist, und die eine Invariante von Abbildungen von geschlossenen symplektischen 4-Mannigfaltigkeiten zu bestimmten nicht-kompakten 4-Mannigfaltigkeiten ist.
Die Konstruktion dieser FH ist analog der symplektischen Feldtheorie, bezieht aber nur eingebettete pseudoholomorphe Kurven ein (mit ein paar technischen Zusatzbedingungen). Für Mannigfaltigkeiten mit nicht trivialen ECH gibt es eine Vermutung von Weinstein, die von Taubes mit Techniken, die eng mit ECH verwandt sind, bewiesen wurde.

## Lagrange-Schnitt-FH (Lagrangian intersection Floer homology)
Der Kettenkomplex der Lagrange-FH zweier Lagrangescher Untermannigfaltigkeiten einer symplektischen Mannigfaltigkeit {\displaystyle M} wird durch die Schnittpunkte der beiden Untermannigfaltigkeiten erzeugt. Ihr „Differential“ zählt pseudoholomorphe Whitney-Scheiben. Sie ist mit der SFH verbunden, da der Graph eines Symplektomorphismus von {\displaystyle M} eine Lagrange-Untermannigfaltigkeit von {\displaystyle M\times M} ist, und die Fixpunkte den Schnitten des Graphen mit der Diagonale, die ebenfalls eine Lagrange–Untermannigfaltigkeit ist, entsprechen. Sie hat schöne Anwendungen in der Heegaard-FH (s. u.) und in Arbeiten von Seidel-Smith und Manolescu, die Teile der kombinatorisch definierten Khovanov-Homologie als Lagrange-Schnitt-FH ausdrücken.
Es seien drei Lagrange-Untermannigfaltigkeiten {\displaystyle L_{0},L_{1}} und {\displaystyle L_{2}} einer symplektischen Mannigfaltigkeit gegeben. Dann gibt es eine Produktstruktur auf der Lagrange-FH:
{\displaystyle HF(L_{0},L_{1})\otimes HF(L_{1},L_{2})\rightarrow HF(L_{0},L_{2})},
die durch das Zählen von pseudo-holomorphen Dreiecken (d. h. pseudo-holomorphe Abbildungen von Dreiecken, deren Ecken und Kanten auf die entsprechenden Schnittpunkte und Lagrange-Untermannigfaltigkeiten abgebildet werden) definiert ist.
Arbeiten hierzu sind von Kenji Fukaya, Y. Oh, Kaoru Ono und H. Ohta, oder in einem anderen Zugang in den Arbeiten zur „cluster Homologie“ von François Lalonde und Octav Cornea. Die FH von Paaren von Lagrange-Untermannigfaltigkeiten muss nicht immer existieren, aber wenn sie existiert, liefert sie eine Obstruktion für eine „Isotopie“ der einen Untermannigfaltigkeit in die andere mittels einer Hamiltonschen Isotopie.

### Die Atiyah-Floer-Vermutung
Die Atiyah-Floer-Vermutung verbindet die Instanton-Floer-Homologie mit der Lagrange-Schnitt-Floer-Homologie: Sei M eine 3-Mannigfaltigkeit mit einer Heegaard-Zerschneidung entlang einer Fläche {\displaystyle \Sigma }. Dann ist der Raum der „flachen Bündel“ (flat connections, d. h. verschwindende Krümmungsform) auf {\displaystyle \Sigma } modulo Eichtransformationen eine symplektische Mannigfaltigkeit der Dimension {\displaystyle 6g-6}, wobei {\displaystyle g} das Geschlecht der Fläche {\displaystyle \Sigma } ist.
In der Heegaard-Zerschneidung berandet {\displaystyle \Sigma } zwei Henkelkörper; der Raum der flachen Bündel modulo Eichtransformationen auf jeder 3-Mannigfaltigkeit mit Rand (oder äquivalent dazu, der Raum der Zusammenhangsformen auf {\displaystyle \Sigma } die sich auf jede der beiden 3-Mannigfaltigkeiten fortsetzen lässt) ist eine Lagrange-Untermannigfaltigkeit des Raums der Zusammenhangsformen (connections) auf {\displaystyle \Sigma }. Man kann also ihre Lagrange-Schnitt-Floer-Homologie betrachten oder alternativ die Instanton-Floer-Homologie der 3-Mannigfaltigkeit M. Die Atiyah-Floer-Vermutung besagt die Isomorphie dieser beiden Invarianten. Katrin Wehrheim und Dietmar Salamon arbeiten an einem Programm, diese Vermutung zu beweisen.

### Verbindungen zur Mirror-Symmetrie
Die homologische Mirror-Symmetrie-Vermutung (homologische Spiegel-Symmetrie) von Maxim Konzewitsch besagt die Äquivalenz der Lagrange-FH von Lagrange-Untermannigfaltigkeiten in Calabi-Yau-Mannigfaltigkeiten {\displaystyle X} und den Ext-Gruppen von kohärenten Garben auf der Mirror-Calabi-Yau-Mannigfaltigkeit voraus. Interessanter als die FH-Gruppen sind hier die Floer-Ketten-Gruppen (chain groups). Ähnlich dem „pair-of-pants-Produkt“ kann man {\displaystyle n}-Gone aus Aneinanderreihungen pseudoholomorpher Kurven bilden. Diese Gebilde erfüllen die {\displaystyle A_{\infty }}-Relationen und machen so die Kategorie aller Lagrange-Untermannigfaltigkeiten (ohne Obstruktionen) in einer symplektischen Mannigfaltigkeit zu einer {\displaystyle A_{\infty }}-Kategorie, genannt Fukaya-Kategorie.
Genauer gesagt müssen zusätzliche Strukturen zu der Lagrangemannigfaltigkeit hinzugefügt werden, nämlich eine Gradierung und eine Spinstruktur (analog zur Physik „brane“ genannt). Dann besagt die Vermutung, dass eine derivierte Morita-Äquivalenz zwischen der Fukaya-Kategorie der Calabi-Yau-Räume und der dg-Kategorie der derivierten Kategorie (derived category) der kohärenten Garben auf der Spiegel-Mannigfaltigkeit besteht (und umgekehrt).

## Symplektische Feldtheorie (SFT)
Dies ist eine Invariante von Kontakt-Mannigfaltigkeiten (allgemeiner: Mannigfaltigkeiten mit einer stabilen Hamiltonischen Struktur) und der symplektischen Kobordismen zwischen ihnen. Sie stammt ursprünglich von Jakow Eliaschberg, Alexander Givental und Helmut Hofer. Sie ist – ebenso wie ihre Unterkomplexe, die rationale symplektische Feldtheorie und die Kontakt-Homologie – als Homologie von Differentialalgebren definiert, die durch geschlossenen Bahnen von Reeb-Vektorfeldern einer Kontaktform erzeugt werden. Das „Differential“ zählt hier bestimmte pseudo-holomorphe Kurven im Zylinder {\displaystyle \mathbb {R} \times M} über der Kontakt-Mannigfaltigkeit {\displaystyle M}, deren triviale Beispiele die verzweigten Überlagerungen von (trivialen) Zylindern über geschlossenen Reeb-Bahnen sind. Es gibt eine lineare Homologie-Theorie, genannt zylindrische oder linearisierte Kontakt-Homologie, deren Ketten-Gruppen die durch geschlossene Bahnen erzeugten Vektorräume sind und deren Differentiale nur pseudo-holomorphe Zylinder zählen. Aufgrund des Vorhandenseins pseudo-holomorpher Scheiben ist die zylindrische Kontakt-Homologie jedoch nicht immer definiert. Falls sie definiert ist, kann sie als (leicht modifizierte) „Morse-Homologie“ des Wirkungsfunktionals auf dem Schleifenraum gesehen werden, die einer Schleife das Integral einer Kontaktform über diese Schleife zuordnet. „Reeb-Bahnen“ sind die kritischen Punkte dieses Funktionals.
SFT assoziiert auch eine relative Invariante zu einer Legendre-Untermannigfaltigkeit einer Kontakt-Mannigfaltigkeit, die „relative Kontakt-Homologie“.
In der SFT können die Kontakt-Mannigfaltigkeiten durch Abbildungs-Tori (mapping tori) der symplektischen Mannigfaltigkeiten mit Symplektomorphismen ersetzt werden. Während die zylindrische Kontakt-Homologie wohldefiniert ist (und durch die SFH der Potenzen der Symplektomorphismen gegeben ist), können (rationale) symplektische Feldtheorie und Kontakt-Homologie als verallgemeinerte SFH betrachtet werden.
Ähnlich kann ein Analogon zur „eingebetteten Kontakt-Homologie“ (ECH) für die Abbildungs-Tori von Symplektomorphismen einer Fläche (auch mit Rand) definiert werden, die „Periodische FH“, die die SFH von Flächen-Symplektomorphismen verallgemeinert. Sie ist vermutlich mit der ECH verbunden.

## Floer-Homotopie
Ein möglicher Weg, FH-Theorie für ein Objekt zu konstruieren, wäre die Konstruktion eines zugehörigen „Spektrums“, dessen gewöhnliche Homologie die gesuchte FH wäre. Andere Invarianten würden sich aus der Anwendung anderer Homologietheorien auf dieses Spektrum ergeben. Die Strategie wurde von Ralph Cohen, John D. S. Jones und Graeme Segal vorgeschlagen und in bestimmten Fällen für die Seiberg-Witten-FH von Kronheimer und Manolescu und für die symplektische FH von Kotangentialbündeln von Cohen durchgeführt.

## Weiterentwicklung von Techniken
Viele dieser FH sind nicht vollständig und streng konstruiert worden, und viele vermutete Äquivalenzen sind noch offen. Probleme ergeben sich aus technischen Schwierigkeiten z. B. in der Kompaktifizierung der Modulräume der pseudoholomorphen Kurven. Hofer hat zusammen mit Kris Wysocki und Eduard Zehnder neue Techniken mit ihren Theorien der Polyfaltigkeiten und der „verallgemeinerten Fredholm-Theorie“ entwickelt.

## Berechnung
Floer-Homologien (FH) sind im Allgemeinen schwierig explizit zu berechnen. Beispielsweise ist die symplektische FH nicht einmal für alle Flächen-Symplektomorphismen bekannt. Die Heegaard-FH ist die Ausnahme – sie ist für verschiedene Klassen von 3-Mannigfaltigkeiten berechnet worden, und dabei wurde ihr Zusammenhang mit anderen Invarianten beleuchtet.